# Daying (socken i Kina, Henan)
Daying (kinesiska: 大营, 大营乡) är en socken i Kina. Den ligger i provinsen Henan, i den centrala delen av landet, omkring 52 kilometer sydost om provinshuvudstaden Zhengzhou. Antalet invånare är 48 818. Befolkningen består av 23 353 kvinnor och 25 465 män. Barn under 15 år utgör 22,0 %, vuxna 15-64 år 68 %, och äldre över 65 år 8,0 %.
Genomsnittlig årsnederbörd är 737 millimeter. Den regnigaste månaden är juli, med i genomsnitt 173 mm nederbörd, och den torraste är januari, med 3 mm nederbörd.